# Узел Бахмана

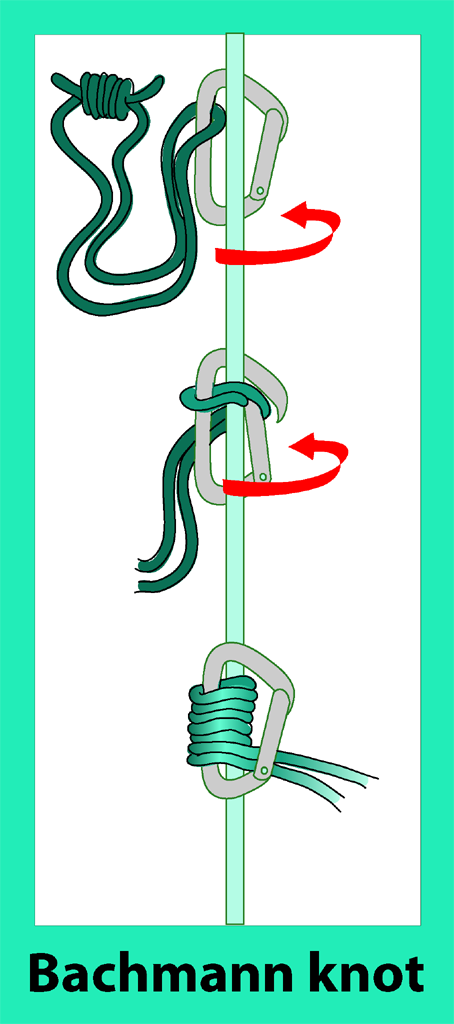
способ завязывания узла Бахмана пошагово

У́зел Ба́хмана (англ. Bachmann Knot) — схватывающий однонаправленный узел, обычно применяемый для силовых операций с верёвкой (например, натяжение полиспаста). Для самостраховки применяют редко. Назван в честь Франца Бахмана (Franz Bachmann), изобретателя этого узла.

## Способ завязывания
Карабин своей длинной стороной прикладывают к основной верёвке. Репшнур простёгивают в карабин, складывают вдвое, и 2-4 раза обматывают вокруг основной верёвки, к которой приложена длинная сторона карабина, при каждом витке простёгивая через карабин. Под нагрузкой репшнур прижимает карабин к верёвке, и исключает его перемещение. Надёжность схватывания узла зависит от количества витков на верёвке. Обычно применяют 4 оборота. Для перемещения узла вдоль верёвки следует снять нагрузку с узла и двигать карабин.
Если узел используют как основной (то есть нагружен весом человека или является единственной страховкой ненадёжно стоящего человека), то карабин должен быть замуфтован.
Часто путают узел Бахмана и карабинный узел (прусик с карабином). Иногда узел Бахмана называют «узлом Брахмана», что — неправильно. Иногда называют «жумаром для бедных».
В связи со всё большей доступностью подъёмных, спусковых и страховочных приспособлений (такого «железа» как гри-гри и жюмар), узел Бахмана отходит на второй план. Однако, умение обращаться с этим узлом может очень пригодиться в экстренной ситуации.

## Варианты узла

### Узел Бахмана с карабинным стоп-вкладышем
Карабин-вкладыш, который защёлкивают между витками узла, значительно повышает сцепление узла на верёвке. Карабин-вкладыш устанавливают так, чтобы в вершине карабина Бахмана находилось не менее двух оборотов схватывающей петли.

### Узел Бахмана неполный
Первые 2—3 оборота петли охватывают только перильную верёвку, а последующие 2 оборота охватывают и верёвку, и карабин.

### Узел «псевдобахман»
Репшнур, после пристёгивания в карабин петлями, охватывает только перильную верёвку. Затем петлю снова проводят через карабин. Узел можно завязывать не отстёгивая его от участника. Псевдобахман хорошо держит только на натянутой верёвке, или на верёвке с подвешенным грузом. Узел хорошо держит также и на металлическом тросе сечением более 6 мм. На свободно висящей верёвке узел не держит и срывается.

### Узел «УПИ»
Предложен туристами уральского политехнического института (автор — А. Ю. Яговкин). Узел вяжут как псевдобахман, затем проводник петли встёгивают в карабин Бахмана. К образовавшейся петле прилагают усилие.

## Признаки

### Плюсы
- Узел — прост
- Не затягивается при больших нагрузках
- Легко развязывать

### Минусы
- Узел может срабатывать с запозданием, и проскользнуть при срыве
- Необходим муфтованный карабин

## Применение

### В туризме
- Используют в составе полиспаста[7]